# Флеминг, Александр
Сэр Александр Флеминг (англ. Alexander Fleming; род. 6 августа 1881 года, Дарвел, Айршир, Великобритания — 11 марта 1955 года, Лондон, Великобритания) — британский микробиолог. Открыл лизоцим и впервые выделил пенициллин из плесневых грибов Penicillium notatum — исторически первый антибиотик.
Оба открытия произошли в 1920-е годы и в большей степени случайно. Флеминг посеял слизь из собственного носа на чашку Петри, в которой находились бактерии, и через несколько дней обнаружил, что в местах, куда была нанесена слизь, бактерии были уничтожены. Первая статья о лизоциме вышла в 1922 году.
Беспорядок в лаборатории Флеминга ещё раз сослужил ему службу. В 1929 году он обнаружил, что на агаре в одной из чашек Петри с бактериями Staphylococcus aureus выросла колония плесневых грибов. Колонии бактерий вокруг плесневых грибов стали прозрачными из-за разрушения клеток. Флемингу удалось выделить активное вещество, разрушающее бактериальные клетки, — пенициллин, работа была опубликована. Его работу продолжили Говард Флори и Эрнст Борис Чейн, разработавшие методы очистки пенициллина. Массовое производство пенициллина было налажено во время Второй мировой войны.
В 1945 году Флеминг, Флори и Чейн были удостоены Нобелевской премии в области физиологии и медицины.
В сентябре 1945 накануне приезда во французскую столицу Александра Флеминга парижские газеты писали:

Для разгрома фашизма и освобождения Франции он сделал больше целых дивизий.
В 1999 году журнал «Тайм» назвал Флеминга одним из ста самых важных людей XX века за его открытие пенициллина и сообщил:

Это открытие изменило ход истории. Вещество, которое Флеминг назвал пенициллином, является очень активным противоинфекционным средством.
Оригинальный текст (англ.)It was a discovery that would change the course of history. The active ingredient in that mould, which Fleming named penicillin, turned out to be an infection-fighting agent of enormous potency.

После того, как возможности данного соединения были оценены по достоинству, пенициллин стал неотъемлемой частью любой методики лечения бактериальных инфекций. К середине века открытое Флемингом вещество широко вошло в производство фармацевтических препаратов, стал осуществляться его искусственный синтез, что помогло справляться с большинством древнейших заболеваний, таких как сифилис, гангрена и туберкулёз.

## Ранние годы, образование
Флеминг родился 6 августа 1881 года на ферме Лохфильд, недалеко от Дарвела, расположенном в области Айршир в Шотландии. Он был третьим из четырёх детей от второй жены (к четырём детям от первого брака) фермера Хью Флеминга (1816—1888), Грэйс Стирлинг Мортон (1848—1928), дочери соседнего фермера. Второй раз отец женился в 59 лет, а умер, когда Александру (известному как Алек) было всего 7 лет.
До двенадцати лет Флеминг учился в сельской школе в Дарвеле, а затем ещё два года в академии Килмарнок. В четырнадцать лет он переехал к своим братьям в Лондон, где начал работать клерком в офисе доставки, а также посещать занятия в Королевском Политехническом институте на Риджент-стрит.
Его старший брат Томас уже работал врачом-офтальмологом и, последовав его примеру, Александр также решил изучать медицину. На его выбор медицинской школы в значительной степени повлияло то, что он участвовал в матче по водному поло со студентами из госпиталя Святой Марии. В медицинской школе Флеминг выиграл стипендию в 1901 году. Также стипендии Лондонского университета MB и BS в 1906 году достались ему.
В то время у него не было сильного пристрастия к какой-либо конкретной области медицинской практики. Работы по хирургии показали, что он мог бы быть выдающимся хирургом. Но жизнь направила его по другому пути, связанному с «лабораторной медициной». Будучи студентом, он попал под влияние профессора патологии Алмрота Райта, который приехал в госпиталь Святой Марии в 1902 году. Райт, ещё будучи на военно-медицинской службе, разработал вакцинацию против брюшного тифа. Но у Райта были ещё и другие идеи лечения пациентов, уже страдающих от бактериальных инфекций, стимулированием их организма на немедленный ответ инфекциям выработкой «антител». Он пытался измерять количество этих антител в крови пациента. Это требовало новых методов и значительного труда. Группа молодых людей, которые присоединились к Райту, в том числе Джон Фриман, Бернард Спилсбери и Джон Уэллс, были уже не в состоянии справиться с этой работой. Поэтому и Флеминг был приглашён присоединиться к команде, как только он получил учёную степень в 1906 году.
Попав таким образом в исследовательскую лабораторию, прикреплённую к больнице, Флеминг проработал там до самой смерти пятьюдесятью годами спустя.
Во время Первой мировой войны Флеминг служил капитаном в Королевской медицинской армии. Он и многие его коллеги работали в госпиталях на поле боя на западном фронте во Франции. В 1918 году Флеминг вернулся в госпиталь Святой Марии, где он был избран профессором бактериологии в 1928 году.

## Исследования до пенициллина
За период своих исследований Флеминг внёс значительный вклад в развитие медицины, поскольку, как и его начальник Райт, он постоянно пытался изучить что-то новое. Райт предложил множество необычных способов микроизмерения с помощью капиллярных трубок, стекла, резиновых сосок и калибровки по ртути. Флеминг быстро заметил, что они могут помочь в диагностике по выявлению сифилиса, которая была разработана Вассерманом и некоторыми другими учёными в Германии. Его методики позволили провести тест с 0,5 мл крови пациента, взятых из пальца, вместо 5 мл, которые ранее нужно было брать из вены.
Очень скоро Райт был заинтересован открытием Эрлихом целебных свойств дигидрохлорида диоксидиаминоарсенобензола, известного больше как «Сальварсан» или «препарат № 606». Инъекция препарата должна была осуществляться в вену, а в то время с этим были связаны некоторые трудности. Флемингу удалось справиться с этой проблемой, и в одном из первых докладов, опубликованных на английском языке, он рассказал о технике и результатах, полученных в результате работы с 46 пациентами.
Во время Первой мировой войны стало очевидно, что бактериальная инфекция в глубоких ранах от взрывчатых веществ погубит очень много жизней и лишит огромное количество людей их конечностей. К Райту обратились с просьбой создать лабораторию по изучению этих инфекций во Франции, и он взял с собой капитана Флеминга. Эта лаборатория оказалась первой исследовательской медицинской лабораторией военного времени, она была создана в здании казино в Булони.
В начале 1915 года Флеминг сообщил об обнаружении в ранах большого количества видов микробов, некоторые из которых были ещё совсем неизвестны большинству бактериологов того времени, также он указал, что в ранах преобладали стрептококки. Оказалось, что многие из раневых инфекций были вызваны микробами, присутствующими на фрагментах одежды и в грязи и попадавшими глубоко в организм при ранениях.
Наблюдения за ранами привели ещё к одному важному заключению о том, что применение антисептиков в течение нескольких часов после ранения не полностью уничтожает бактериальные инфекции, хотя многие хирурги считали именно так. Райта же это нисколько не удивило, но им с Флемингом пришлось провести много месяцев в напряжённой работе по исследованию данного вопроса, чтобы убедить хирургов в своей правоте.
Райту и Флемингу удалось показать, что, во-первых, антисептики не достигали всех микробов, потому что очень часто последние проникали глубоко в ткани костей, хрящей, мышц и т. д., и, во-вторых, антибактериальная активность используемого раствора очень быстро уменьшалась при взаимодействии с белковыми и клеточными элементами лимфы, гноя, крови и окружающих рану тканей; раствор, таким образом, уничтожал лейкоциты пациентов, которые в естественных условиях эффективно защищают их организм.
Работа, на которой основаны эти два важнейших вывода, почти полностью принадлежала Райту, но Флеминг, который помогал в работе, внёс ценный вклад в решение технических проблем. Именно он провёл опыты с «искусственной раной», из которых стало очевидно, что антисептикам не удавалось достичь глубоких участков ран и приводить к гибели там микробов.
Другим простым устройством, которое Флемингу удалось применить (с должным признанием её автора, доктора Битти) при исследованиях антисептиков, являлось покрытие жидких культур организмов разжиженным вазелином. Рост культур приводил к образованию газов и поднятию вазелина в колонке, изменение объёма давало приблизительное представление о росте культур. С помощью этого метода можно было легко продемонстрировать, что активность многих антисептиков значительно уменьшалась в белковых жидкостях, таких как сыворотка крови. Также удивительным оказалось то, что при определённых концентрациях антисептиков (в том числе карболовой кислоты, йода, хлорноватистой кислоты, гипохлорита натрия и хлорамина-Т) бактериальный рост даже возрастал. Используя это же устройство, Флемингу также удалось продемонстрировать, что клостридия, возбуждающая заболевание гангрены, дала гораздо более обильную культуру при выращивании совместно с аэробными организмами из ран, такими как стафилококки и стрептококки.
Удалось выявить ещё один аспект «антисептической проблемы», когда Райт и Флеминг перенесли своё внимание на антибактериальное воздействие лейкоцитов в инфицированной ране. Они обнаружили, что, при благоприятных условиях, лейкоциты гноя и крови могли уничтожать очень большое количество стафилококков и стрептококков, а под влиянием антисептиков этот эффект часто уменьшался. В сложившейся ситуации Флеминг предложил простой опыт: сперва он прикладывал стеклянную пластинку к ране, а затем сразу же на неё наносил питательную среду Агар-агар. Он провёл несколько таких опытов на ране с разной степенью промывки антисептиком и заметил, что рост бактерий был обильнее в более поздних культурах. Видимо антисептики губили много лейкоцитов, которые так необходимы для предотвращения размножения микробов.
Убедительное опытное подтверждение заключений Флеминга было проведено им после войны с использованием техники «слайд ячейки». Методика позволила легко показать, что при попадании микробов в кровь лейкоциты оказывают очень сильное бактерицидное действие, а при добавлении антисептиков эффект значительно снижается, или полностью ликвидируется.
Описание исследований Флеминга по раневым инфекциям было изложено в его Хантерийской лекции в Королевском колледже хирургов в 1919 году, и в его же сообщении «Сравнение деятельности антисептиков на бактерии и лейкоциты» в Королевском обществе в 1924 году.
Долгие размышления Флеминга и Райта на тему физиологических механизмов защиты ран при попадании инфекции привели их в 1922 году к открытию микроборастворяющего фермента, содержащегося в носовых выделениях, который он назвал «лизоцим». В некотором смысле это открытие было двойным: вещество было литическим агентом, и, как оказалось, многие микробы оказались чувствительны к его действию.
В Королевском обществе Флеминг рассказал, как он ежедневно выделял культуры из носовой секреции пациента (на самом деле его собственной) в ходе «простуды». Первые четыре дня почти ничего не появлялось, но в последний день возникло «большое количество мелких колоний, которые оказались грам-положительными кокками, которые распределялись нерегулярно, но с тенденцией к диплоккокной и тетрадной формации». С помощью Райта ему впоследствии удалось открыть микроба, который ранее не был известен, и назвал его Micrococcus lysodeikticus (то есть растворимые).
До сих пор не совсем ясно, что заставило Флеминга исследовать носовую слизь и обнаружить вещество, которое оказывает мощное литическое действие на микробов. Вероятно, на некоторых участках пластины, где присутствовали частицы слизи, подавлялся или предотвращался рост микрококкуса. В любом случае, видимо, он подозревал это, и его подозрение подтвердилось, когда он приготовил суспензию из микробов из свежей культуры и добавил к ней каплю разбавленной носовой слизи. К его удивлению суспензия стала совершенно прозрачной уже через минуту или две.
Последующие эксперименты показали, что подобный эффект растворения микробов может быть продемонстрирован и с человеческими слезами, мокротой, слюной, с экстрактами многих тканей человеческого тела, а также с яичным белком и другими животными и растительными тканями.
Как ни странно, ни один другой микроб не растворялся настолько хорошо, как Micrococcus lysodeikticus, хотя многие другие микробы, являющиеся возбудителями заболеваний человека, также подвергались воздействию, но только в меньшей степени. Был сделан очень важный вывод о том, что фермент лизоцим может быть получен из человеческих лейкоцитов. Бактерицидное действие лейкоцитов, полученных из человеческой крови, которое Райт и Флеминг демонстрировали во время войны, возможно, были связаны с действием этого фермента.
В целом открытие лизоцима, возможно, не было огромным интеллектуальным подвигом, но следует помнить, что сотни бактериологов во всем мире изучали носовые выделения в течение многих лет в надежде найти организмы, ответственные за «простуду», но ни одному из них не удалось открыть этот фермент. Флемингу также не удалось найти причину простуды, но открытие лизоцима, несомненно, стало важным этапом в развитии иммунологии.

## Случайное открытие
Когда я проснулся на рассвете 28 сентября 1928 года, я, конечно, не планировал революцию в медицине своим открытием первого в мире антибиотика или бактерии-убийцы. Но полагаю, что именно это я и сделал.
Оригинальный текст (англ.)When I woke up just after dawn on September 28, 1928, I certainly didn't plan to revolutionize all medicine by discovering the world's first antibiotic, or bacteria killer. But I suppose that was exactly what I did.
— Александр Флеминг
В 1928 году Флеминг исследовал свойства стафилококков. Он уже был известен своими ранними работами и получил репутацию блестящего исследователя, но при этом его лаборатория часто была неопрятной. 3 сентября 1928 года Флеминг вернулся в свою лабораторию, проведя август со своей семьёй. Перед отъездом он собрал все свои культуры стафилококков на столе в углу его лаборатории. Вернувшись, Флеминг заметил, что на одной пластине с культурами появились плесневые грибы, и что присутствовавшие там колонии стафилококков были уничтожены, в то время как другие колонии были в норме. Флеминг показал загрязнённые грибами культуры своему бывшему помощнику Мерлину Прайсу, который сказал: «Вот так же Вы и открыли лизоцим». Флеминг отнёс грибы, выросшие на пластине с его культурами, к роду пеницилловых, и, спустя несколько месяцев, 7 марта 1929 года назвал выделенное вещество пенициллином.
Флеминг исследовал положительное антибактериальное воздействие пенициллина на множество организмов, и заметил, что он воздействует на такие бактерии, как стафилококки и многие другие грамположительные возбудители, которые вызывают скарлатину, пневмонию, менингит и дифтерию, но не помогает от таких заболеваний как брюшной тиф или паратиф, возбудителями которых являются грам-отрицательные бактерии, от которых Флеминг также пытался лечить в то время. Он также действует на Neisseria gonorrhoeae, которая вызывает гонорею, хотя эти бактерии и являются грам-отрицательными.
Флеминг не был химиком, поэтому не был в состоянии извлечь и очистить активное вещество, чтобы использовать пенициллин в качестве терапевтического средства, но мысли об этом не покидали его голову. Он писал:
«Пенициллин при взаимодействии с чувствительными микробами имеет некоторые преимущества над известными химическими антисептиками. Хороший образец полностью уничтожит стафилококков, стрептококков пиогенес и пневмококков даже при разведении 1 к 800. Он является более мощным ингибиторным агентом, чем карболовая кислота, и может быть применён к заражённым поверхностям и в неразбавленном состоянии, не вызывая раздражения и интоксикации. Даже при разведении в 800 раз он обладает более сильным действием, чем другие антисептики. Эксперименты, связанные с лечением гнойных инфекций подтвердили, что это открытие действительно привело к прогрессу в медицине».
Последний из упомянутых экспериментов не описан. В это время Флеминг имел в виду только местное применение пенициллина, он и представить не мог, что (цитата Флори) «Он может циркулировать в крови и жидкостях организма в достаточном количестве, чтобы уничтожить чувствительные к нему бактерии в сочетании с естественной защитой тела без нанесения вреда другим тканям».
Прежде чем перейти к изучению других вопросов, Флеминг показал как даже необработанный фильтрат, содержащий пенициллин, может быть использован в бактериологии как средство подавления роста нежелательных микробов в определённых культурах, например, для изоляции от B. pertussis при коклюше.
Флеминг опубликовал своё открытие в 1929 году в Британском журнале Экспериментальной Патологии, но его статье было уделено мало внимания. Флеминг продолжал свои исследования, но обнаружил, что работать с пенициллом было очень трудно, и что после того, как выросла плесень, ещё труднее стало изолировать антибиотик от агента. Производство пенициллина Флемингом оказалось довольно медленным, и он боялся, что по этой причине пенициллин не будет иметь важное значение при лечении инфекции. Флеминг также убедился, что пенициллин не может существовать в теле человека (в естественных условиях) настолько долго, чтобы быть способным эффективно убивать бактерии. Многие клинические испытания оказались безрезультатными, вероятно, потому, что пенициллин был использован в качестве поверхностного антисептика. До 1940-го года Флеминг всё продолжал свои опыты, пытаясь разработать методику быстрого выделения пенициллина, которую можно было бы использовать в дальнейшем для более масштабного применения пенициллина.
Вскоре после того как Флеминг перестал работать с пенициллином, Флори и Чейн продолжили исследования и массовое производство его за счёт средств правительства США и Англии. Спустя некоторое время им всё-таки удалось произвести достаточно пенициллина для лечения всех раненых.

## Очистка и стабилизация
Попыткой очистить и выделить пенициллин занимались Чейн и Флори в Оксфорде в 1940 году. Экстракцией эфиром им удалось выделить достаточно чистый материал для предварительных испытаний его антибактериальной эффективности на лабораторных животных, заражённых соответственно вирулентными стафилококками, стрептококками и клостридиумсептиками. (Позже оказалось, что состав, используемый в этих исследованиях содержал лишь около 1 % пенициллина.) Опыты были удивительно успешными, и учёные призвали Флори и его команду участвовать в разработке методов по извлечению. Раствор эфира был заменён на амилацетат с последующим подкислением. Таким способом были получены более стабильные образцы пенициллина и удалены излишние примеси.
Выводы Флеминга о нетоксичности пенициллина для лабораторных животных и человеческих лейкоцитов были подтверждены и расширены, и уже в 1941 году получены положительные результаты по лечению нескольких тяжёлых инфекций человека. Сразу же последовали и другие удовлетворительные результаты по лечению этим антибиотиком, таким образом пенициллину было суждено занять уникальное место среди эффективных средств против человеческих болезней. Остеомиелит и стафилококковая септицемия, родильная горячка и другие инвазивные стрептококковые инфекции, пневмония, инфекции ран и ожогов, газовой гангрены, сифилис и гонорея — лечение всех этих заболеваний было очень успешным. К 1944 году, благодаря огромным усилиям американских производителей и исследовательских групп, стало возможным лечить пенициллином каждого раненого на фронте. Когда война закончилась, поставки были достаточными, чтобы лечить население этой[какой?] страны и Северной Америки. В послевоенные годы было обнаружено, что даже бактериальный эндокардит, который ранее считался смертельным заболеванием почти у 100 % пациентов, часто может быть излечен большими дозами.
Флеминг был скромен в своём участии в разработке пенициллина, описывая свою известность как «Миф Флеминга». Он был первым, кто обнаружил активные свойства вещества, что дало ему привилегию назвать его: пенициллин. Также он хранил, выращивал и распространял исходную плесень в течение двенадцати лет, и продолжал делать это до 1940 года, пытаясь получить помощь от любого химика, который мог иметь достаточно навыков, чтобы выделить из неё пенициллин. Сэр Генри Харрис сказал в 1998 году: «Без Флеминга не было бы Чейна; без Чейна не было бы Флори; без Флори не было бы Хитли; без Хитли не было бы пенициллина».
Все эти открытия были сделаны благодаря усилиям Флеминга с одной стороны в 1928—1929 годы, Чейна и Флори с их коллегами с другой стороны в 1940—1943 годы. Было отмечено, что работа Флеминга с пенициллом стояли наравне с другими более ранними работами на континенте. В одной из них, Ваудремер из Института Пастера в Париже сообщил, что при длительном контакте с плесенью Aspergillus fumigatus происходила гибель инфекции туберкулёзной палочки и, на основании этого наблюдения, он пытался лечить более 200 пациентов, страдающих от туберкулёза. Но опыт оказался совершенно безрезультатным. Аналогичные опыты были проведены и с другими формами плесени и бактерий. Ясно, что антагонизм между различными микробиологическими родами и видами был «в воздухе» на протяжении нескольких лет, и Флеминг сам признал это в своей Нобелевской лекции в 1945 году.
Ясно также, что работа Флеминга принесла на свет новое вещество, которое оказалось нетоксичным для тканей животных и для человеческих лейкоцитов. Все оставалось бы на том же этапе в течение целых десятилетий, если бы Флори не занялся своими исследованиями, а также если бы не было химических ноу-хау Чейна, и их совместного терпения и энтузиазма по преодолению многих трудностей, и, возможно, пенициллин ещё нельзя было бы использовать в качестве практического терапевтического агента.

## Антибиотики
Случайное открытие Флеминга и выделение пенициллина в сентябре 1928 года знаменовало начало современных антибиотиков. Флеминг также обнаружил, что бактерии обладали устойчивостью к антибиотикам, если действовали малым количеством пенициллина, либо если антибиотик употреблялся слишком короткое время. Алмрот Райт предсказал устойчивость к антибиотикам ещё до того, когда это было обнаружено экспериментально. Флеминг рассказал об использовании пенициллина в его многочисленных выступлениях по всему миру. Он предупредил, что не стоит использовать пенициллин, пока заболевание не будет диагностировано, а если антибиотик всё-таки необходим, то нельзя использовать пенициллин в течение короткого времени и в совсем малых количествах, поскольку при этих условиях у бактерий развивается устойчивость к антибиотикам.

## Личная жизнь
Популярная история о том, что отец Уинстона Черчилля оплачивал образование Александра Флеминга после того, как отец будущего микробиолога спас юного Уинстона от смерти, — не более чем легенда, причём она имела ещё и продолжение, согласно которому Уинстон Черчилль уже в зрелом возрасте, заболев тяжелейшей формой воспаления лёгких, был спасён якобы благодаря открытому Александром Флемингом пенициллину. Александр Флеминг в письме своему другу и коллеге Андре Грации описал эту историю как «чудесные сказки». «Я не спасал жизнь Уинстона Черчилля во время Второй мировой войны, — заявил он. — Когда Черчилль заболел в Карфагене в Тунисе в 1943 году, он был спасён лордом Мораном, который использовал сульфаниламиды, не имея опыта работы с пенициллином». Хотя в Дейли телеграф 21 декабря 1943 года сообщалось, будто Черчилля излечили пенициллином, на самом деле ему помог новый препарат группы сульфаниламидов — сульфапиридин, известный в то время под кодовым названием M & B 693, открытый и полученный фирмой Мэй и Бэйкер Лтд (Дагенем, Эссекс) — дочерней компанией французской группы «Рон-Пуленк». В последующей радиотрансляции Черчилль упомянул новое лекарство: «Замечательный M & B». Вполне вероятно, что достоверная информация о сульфаниламидах не дошла до газет по политическим причинам. Ведь первый препарат этой группы и вообще первый в мире синтетический антибактериальный препарат — пронтозил — был открыт немецкой лабораторией Байер, а поскольку Великобритания тогда находилась в состоянии войны с Германией, было, видимо, решено, что лучше поднять боевой дух британских солдат историей с исцелением Черчилля отечественным пенициллином.
Первая жена Флеминга, Сара, умерла в 1949 году. Их единственный ребёнок, Роберт Флеминг, в дальнейшем стал врачом. Александр Флеминг через четыре года после смерти Сары женился 9 апреля 1953 года на гречанке Амалии Куцури-Вурекас, коллеге по госпиталю Святой Марии; она умерла в 1986 году.

## Флеминг в масонстве
Флеминг был весьма активным и деятельным масоном. Его масонская биография описывает следующие его должности и звания: член ряда английских масонских лож, в 1925 году Флеминг становится досточтимым мастером ложи «Св. Мария» № 2682, затем её секретарём, в 1935 году — досточтимый мастер ложи «Милосердие» № 3286, затем её казначей. В 1942 году Флеминг был избран первым великим диаконом Объединённой великой ложи Англии. Также, он был посвящён в 30° Древнего и принятого шотландского устава.

## Последние годы
В 1955 году Флеминг умер в своём доме в Лондоне от сердечного приступа. Он был кремирован, и через неделю его прах захоронили в соборе святого Павла.

## Почётные звания и должности, наследие
Открытие Флемингом пенициллина изменило мир современной медицины, позволило создать ряд жизненно необходимых антибиотиков. Пенициллин спасал и до сих пор спасает миллионы людей во всем мире.
Лаборатория в госпитале Святой Марии в Лондоне, где Флеминг открыл пенициллин, теперь стала музеем Флеминга. Также в городе Ломита в Лос-Анджелесе, штат Калифорния создана школа, названная именем Александра Флеминга. Вестминстерский университет назвал одно из своих студенческих зданий, расположенных вблизи Олд-стрит в честь Флеминга, в его честь также названы здания Имперского колледжа. Они расположены в студенческом городке Саут-Кенсингтон, в них обучается большое количество студентов по разным медицинским специальностям.
- Флеминг, Флори и Чейн вместе получили Нобелевскую премию по физиологии и медицине в 1945 году. Согласно правилам Нобелевского комитета, приз может быть разделён между максимум тремя людьми. Нобелевская медаль Флеминга была приобретена Национальным музеем Шотландии в 1989 году и представлена в его экспозиции после масштабной реконструкции.[34]
- Флеминг был удостоен звания Хантерианского профессора Королевского колледжа хирургии в Англии.
- Флеминг и Флори были посвящены в рыцари в 1944 году[35].
- В 2000 году три крупных шведских журнала указали пенициллин как наиболее важное открытие тысячелетия. По оценкам некоторых изданий, с помощью этого открытия были спасены около 200 миллионов жизней.
- Статуя Александра Флеминга стоит рядом с главной ареной в Мадриде — Лас-Вентас. Она была возведена по соглашению с благодарными матадорами, поскольку пенициллин значительно снизил число смертей.
- Флемингово Намести — площадь, названная именем Флеминга в районе Чешского технического университета в Праге.
- В 1970 году Международный астрономический союз присвоил имя Флеминга кратеру на обратной стороне Луны (совместно с Вильяминой Флеминг).
- В середине 2009 года Флеминг был изображён на новой серии банкнот, выпущенных Клайдсдейл банком, его изображение размещено на новой купюре 5 фунтов стерлингов[36].